# Polystichum faucicola
Polystichum faucicola là một loài dương xỉ trong họ Dryopteridaceae. Loài này được M. Kessler & Lehnert mô tả khoa học đầu tiên năm 2009.
Danh pháp khoa học của loài này chưa được làm sáng tỏ. 